# Gregorio de Nisa
San Gregorio de Nisa o Gregorio Niseno (en griego: Ἅγιος Γρηγόριος Νύσσης; entre 330 y 335, Cesarea de Capadocia-entre 394 y 400, Nisa, Capadocia), fue obispo de Nisa en Capadocia en el siglo IV y teólogo. Venerado como santo en la Iglesia católica y en la ortodoxa. Asimismo figura en el Calendario de Santos Luterano. Considerado uno de los tres Padres Capadocios, fue hermano menor de san Basilio el Grande y santa Macrina la joven. Igualmente fue amigo de Gregorio Nacianceno, con quien se lo suele confundir.
Gregorio carecía de la capacidad administrativa de su hermano Basilio o de la influencia contemporánea de Gregorio Nacianceno, pero fue un erudito teólogo cristiano que hizo importantes contribuciones a la doctrina de la Trinidad y al Credo niceno. Los escritos filosóficos de Gregorio estuvieron influidos por Orígenes. Desde mediados del siglo XX, ha habido un aumento significativo en el interés por las obras de Gregorio de la comunidad académica, en particular en relación con salvación universal, que ha dado lugar a desafíos a muchas interpretaciones tradicionales de su teología.

## Antecedentes
El Libro de los Hechos describe que el Día de Pentecostés asistieron judíos visitantes que eran "residentes de ...Capadocia". En la Primera Epístola de Pedro, escrita después del año 65 d. C., el autor saluda a los cristianos que son "exiliados dispersos por...Capadocia". No hay más referencias a Capadocia en el resto del Nuevo Testamento.
Alejandro de Jerusalén fue el primer obispo de la provincia a principios y mediados del siglo III, un período en el que los cristianos sufrieron la persecución de las autoridades romanas locales.  La comunidad siguió siendo muy pequeña a lo largo del siglo III: cuando Gregorio Taumaturgo accedió al obispado en c. 250, según su homónimo, el Nyssen, sólo había diecisiete miembros de la Iglesia en Cesarea.
Los obispos capadocios se encontraban entre los asistentes al Primer Concilio de Nicea. Debido a la amplia distribución de la población, se nombraron obispos rurales [χωρεπισκοποι] para apoyar al Obispo de Cesarea. A finales del siglo IV había alrededor de 50 de ellos. En vida de Gregorio, los cristianos de Capadocia eran devotos, destacando la veneración a los Cuarenta mártires de Sebaste y San Jorge, representada por una considerable presencia monástica. Había algunos seguidores de ramas heréticas del cristianismo, entre los que destacaban los arrianos, los encratitas y los mesalianos.

## Vida

### Familia y primeros años
Se ignora la fecha exacta de nacimiento del san Gregorio de Nisa, pero se calcula que debió ser posterior al 331 d. C., esto es, no antes de que el naciera su hermano Basilio en 329 y considerando que entre ambos hubo otro hermano. Sin embargo, comúnmente se señala su fecha de nacimiento en 335. Nació en el Ponto en Cesarea de Capadocia, región del Asia Menor, en el territorio de la actual Turquía.
Su madre Emelia era hija de un mártir cristiano, su padre Basilio fue rétor y su abuela paterna fue Macrina la mayor. Tuvo cuatro hermanos y cinco hermanas, destacando entre ellos: la hermana mayor Macrina la joven, el también obispo, teólogo y doctor de la Iglesia Basilio llamado "el Grande" (Μέγας Βασίλειος) y Pedro, obispo de Sebaste, Turquía, todos ellos venerados como santos por las iglesias católica y oriental. El propio Gregorio nos da a conocer un hermano más, de nombre Naucracio, tercer hijo ubicado después de Basilio, segundo de los varones, quien fue rétor para luego dedicarse a la ascesis.
Las dos Macrinas, su abuela y su hermana mayor, fueron quienes al parecer le otorgaron a Gregorio su primera instrucción en la fe cristiana. Por interés de su padre recibiría posteriormente una buena instrucción en gramática y retórica. Al parecer su hermano Basilio tomó parte importante en su formación, ya que en una carta a su amigo Gregorio Nacianceno lo menciona como «padre y maestro».
Se dice que el temperamento de Gregorio era tranquilo y manso, en contraste con su hermano Basilio, que era conocido por ser mucho más franco. Gregorio fue educado primero en casa, por su madre Emmelia y su hermana Macrina. Poco se sabe de su educación posterior. Las hagiografías apócrifas lo describen estudiando en Atenas, pero se trata de una especulación basada probablemente en la vida de su hermano Basilio. Parece más probable que continuara sus estudios en Caesarea, donde leyó literatura clásica, filosofía y quizá medicina.  El propio Gregorio afirmó que sus únicos maestros fueron Basilio, "Pablo, Juan y el resto de los apóstoles y profetas".
Mientras que sus hermanos Basilio y Naucracio vivieron como ermitaños a partir de c. 355, Gregorio siguió inicialmente una carrera no eclesiástica como retórico. Sin embargo, actuó como lector. Se sabe que se casó con una mujer llamada Theosebia durante este período, que a veces se identifica con Theosebia la Diaconisa, venerada como santa por el cristianismo ortodoxo. Sin embargo, esto es controvertido, y otros comentaristas sugieren que Theosebia la Diaconisa era una de las hermanas de Gregorio..

### Juventud

Tou en agiois patros emon Gregoriou episkopou Nusses Peri parthenias. D. patris Gregorii Nysseni antistitis De virginitate liber. - Antuerpiae : ex officina Christophori Plantini, architypographi regij, 1574.

Durante su juventud Gregorio, por instancias de su hermano, se dedicó al ministerio de lector en su iglesia local. Sin embargo, se retiró de esta función para dedicarse a la carrera secular de rétor, de la que llegó ser profesor.
Se discute si Gregorio de Nisa estuvo casado, ya que su amigo Gregorio de Nacianzo, en una epístola dirigida a él, se refiere a una Teosobia (o Teosobeia), de la que no se ha determinado si era su esposa o hermana, aunado al hecho de que en su tratado De virginitate señala sobre la virtud de la virginidad: «Dichosos los que pueden escoger lo mejor y no están bloqueados por haberse entregado a la vida secular, como lo estamos nosotros, a quienes un abismo nos separa ahora de la gloria de la virginidad.» En todo caso, si realmente contrajo matrimonio, debió de ser durante esta etapa de su vida, esto es, alrededor del año 364.
Se ha considerado como probable que durante su desempeño en la retórica tuviera contacto frecuente con su familia, en especial con su hermano Basilio, quienes se encontraban en retiro monástico en una propiedad familiar en el Ponto, a orillas del Iris, en donde también se hallaba su amigo Gregorio Nacianceno.

### Obispo de Nisa
En 371, el Emperador Valente dividió Capadocia en dos nuevas provincias, Capadocia Prima y Capadocia Secunda. Esto dio lugar a complejos cambios en las fronteras eclesiásticas, durante los cuales se crearon varios obispados nuevos. Gregorio fue elegido obispo de la nueva  véase de Nisa en 372, presumiblemente con el apoyo de su hermano Basilio, que era metropolitano de Caesarea. Las primeras políticas de Gregorio como obispo fueron a menudo contrarias a las de Basilio; por ejemplo, mientras su hermano condenaba a los seguidores sabelianistas de Marcelo de Ancira como herejes, Gregorio pudo haber intentado reconciliarlos con la iglesia. 

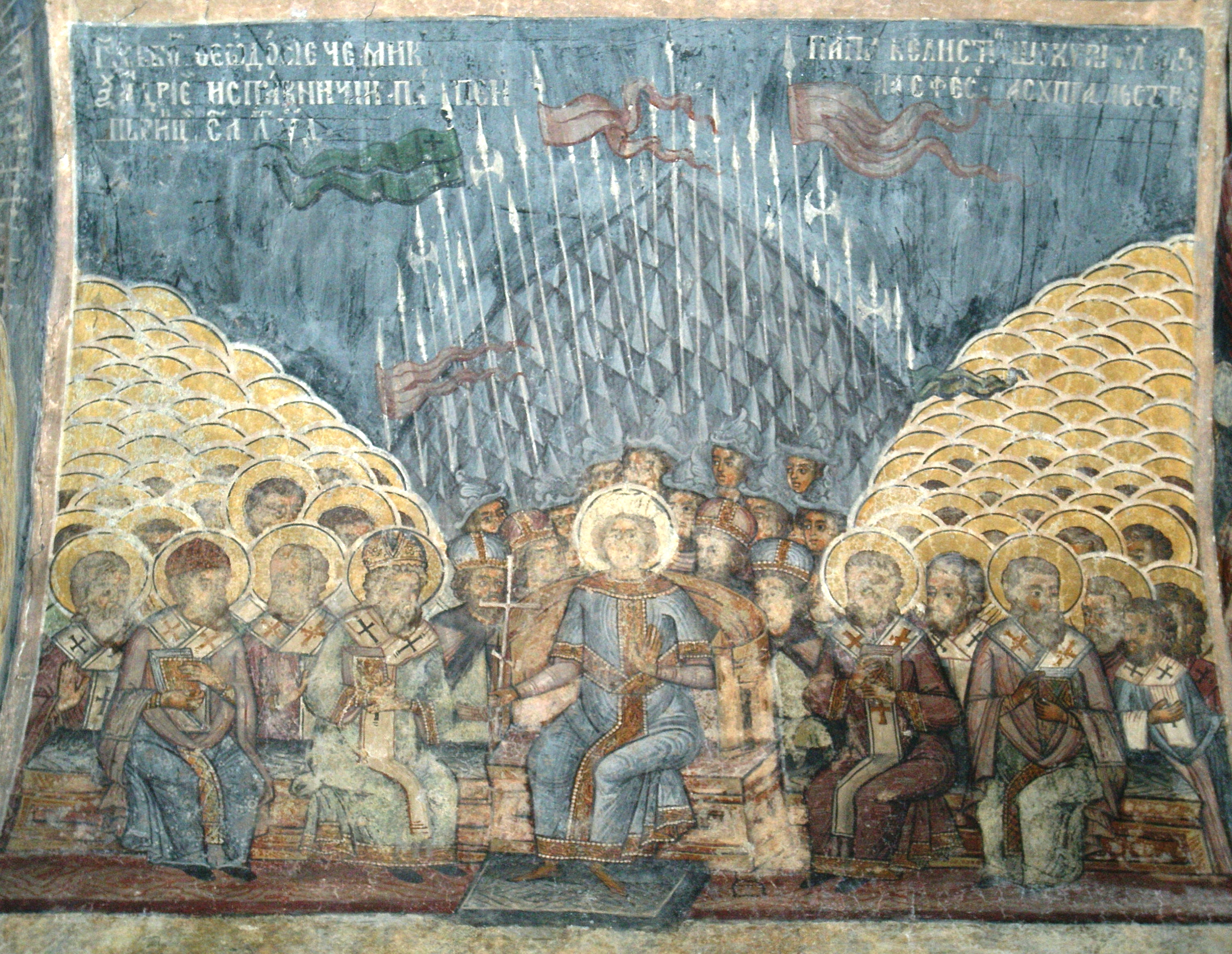
El Primer Concilio de Constantinopla, representado en un fresco del Monasterio de Stavropoleos, Bucarest, Rumanía..

En el año de 370 su hermano Basilio asumió el obispado de Cesarea de Capadocia, quién se allegó de gente cercana a él para apoyarlo en contra del arrianismo. Por ello, alrededor del año 371, Gregorio es ordenado obispo del pequeño poblado de Nisa, a pesar de su personal oposición. Es en este mismo año cuando escribe su tratado De virginitate (Sobre la virginidad), siendo la primera de una gran cantidad de obras que escribiría.
Ambos fueron grandes defensores de la fe que se fue imponiendo en los primeros concilios ecuménicos del cristianismo. Disputaron en contra del arrianismo que decía que Jesús era hijo de Dios, pero no era consubstancial al Padre, sino que debía considerarse como una criatura enviada para cumplir las promesas del Padre Dios. Es decir que Jesús no era Dios sino era una simple criatura. San Gregorio de Nisa atacó esta herejía en el Concilio de Constantinopla del 381 usando para ello base de filosofía platónica; afirmando la unidad y la Divinidad de las tres personas en una sola idea divina, tres personas distintas en un solo Dios verdadero. Según Gregorio de Nisa la unión de las dos naturalezas en Cristo es tan fuerte que se puede hablar tranquilamente de un hombre omnipotente o de que Dios fue crucificado (teoría que se llamará luego communicatio idiomatum). También defendió la capacidad natural del hombre de conocer a Dios y asumió la teoría origeniana de la apocatástasis.
San Gregorio de Nisa fue el único padre de la Iglesia que condenó la esclavitud  considerándola incompatible con las enseñanzas de Cristo porque priva al hombre de libertad que Dios le ha dado para que participe en los bienes divinos. La libertad personal y la libertad de expresión (parresía) son irrenunciables porque forman parte del hombre, que Dios ha creado a su imagen y semejanza.
Estuvo presente en los Sínodos de Antioquía en abril de 379, donde intentó sin éxito reconciliar a los seguidores de Melecio de Antioquía con los de Paulino.  Tras visitar la aldea de Annisa para véase a su hermana moribunda Macrina, regresó a Nisa en agosto. En 380 viajó a Sebaste, en la provincia de Armenia romana, para apoyar a un candidato pro-niceno para la elección al obispado. Para su sorpresa, él mismo fue elegido para la sede, tal vez debido a la asociación de la población de él con su hermano. Sin embargo, a Gregorio le desagradaba profundamente la sociedad relativamente poco helenizada de Armenia, y se enfrentó a una investigación sobre su ortodoxia por parte de los opositores locales de la teología nicena.  Tras una estancia de varios meses, se encontró un sustituto -posiblemente el hermano de Gregorio, Pedro, que fue obispo de Sebaste desde 381- y Gregorio regresó a su casa en Nisa para escribir los libros I y II de Contra Eunomio.
Gregorio participó en el Primer Concilio de Constantinopla (381), y tal vez pronunció allí su famoso sermón In suam ordinationem. Fue elegido para eulogio en el funeral de Melecio, que tuvo lugar durante el concilio. El concilio envió a Gregorio en misión a Arabia, tal vez para mejorar la situación en Bostra donde dos hombres, Agapio y Badagio, pretendían ser obispos. Si este es el caso, Gregorio no tuvo éxito, ya que la véase seguía siendo disputada en 394. Luego viajó a Jerusalén donde Cirilo de Jerusalén se enfrentó a la oposición del clero local debido al hecho de que había sido ordenado por Acacio de Cesarea, un hereje  arriano. El intento de Gregorio de mediar en la disputa no tuvo éxito, y él mismo fue acusado de sostener una opinión poco ortodoxa sobre la naturaleza de Cristo. Su reinado posterior en Nisa estuvo marcado por el conflicto con su metropolitano, Helladius. Gregorio estuvo presente en un sínodo convocado en 394 en Constantinopla para discutir los continuos problemas en Bostra. Se desconoce el año de su muerte.

## Teología
La opinión tradicional sobre Gregorio es que fue un Teólogo trinitario ortodoxo, que estaba influido por el neoplatonismo de Plotino y creía en la salvación universal siguiendo a Orígenes. Sin embargo, como pensador muy original y sofisticado, Gregorio es difícil de clasificar, y muchos aspectos de su teología son polémicos tanto entre los teólogos conservadores de la Ortodoxa Oriental como entre la erudición académica occidental.  Esto se debe a menudo a la falta de estructura sistemática y la presencia de incoherencias terminológicas en la obra de Gregorio.

### Concepción de la Trinidad
Gregorio, siguiendo a Basilio, definió la Trinidad como "una substancia [οὐσία] en tres personas [ὑποστάσεις]", fórmula adoptada por el Concilio de Constantinopla en 381.  Como los demás Padres Capadocios, era una consubstancialidad, y Contra Eunomio afirma la verdad de la consubstancialidad de la trinidad por encima de la creencia aristotélica de Eunomio de que la sustancia del Padre es inengendrada, mientras que la del Hijo es engendrada.  Según Gregorio, las diferencias entre las tres personas de la Trinidad residen en su distinto origen hipostático, y la naturaleza trina de Dios se revela a través de la acción divina (a pesar de la unidad de Dios en su acción).  El Hijo se define, por tanto, como engendrado del Padre, el Espíritu Santo como procedente del Padre, y el Padre por su papel de progenitor. Sin embargo, esta doctrina parecería subordina al Hijo al Padre, y al Espíritu Santo al Hijo. Robert Jenson sugiere que Gregorio implica que cada miembro de la Diosidad tiene una prioridad individual: el Hijo tiene prioridad epistemológica, el Padre tiene prioridad óntica y el Espíritu tiene prioridad metafísica.  Otros comentaristas no están de acuerdo: Morwenna Ludlow, por ejemplo, sostiene que la prioridad epistémica reside principalmente en el Espíritu en la teología de Gregorio.
Los defensores modernos del trinitarismo social a menudo afirman haber sido influenciados por la imagen dinámica de la Trinidad de los capadocios. Sin embargo, sería fundamentalmente incorrecto identificar a Gregorio como un trinitario social, ya que su teología enfatiza la unidad de la voluntad de Dios, y cree claramente que la identidades de la Trinidad son las tres personas, no las relaciones entre ellas.

### Infinitud de Dios

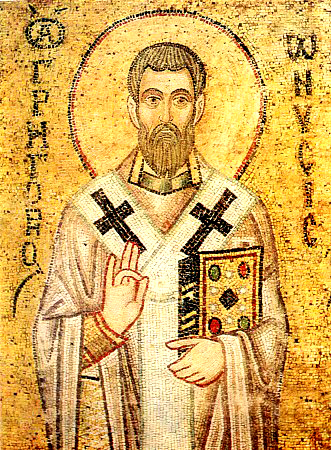
Mosaico del siglo XI de Gregorio de Nisa. Catedral de Santa Sofía en Kiev, Ucrania.

Gregorio fue uno de los primeros teólogos en sostener que Dios es infinito. Su principal argumento a favor de la infinitud de Dios, que se encuentra en Contra Eunomio, es que la bondad de Dios es ilimitada, y como la bondad de Dios es esencial, Dios también es ilimitado.
Una consecuencia importante de la creencia de Gregorio en la infinitud de Dios es su creencia de que Dios, como ilimitado, es esencialmente incomprensible para las mentes limitadas de los seres creados. En Vida de Moisés, Gregorio escribe: "...todo concepto que procede de alguna imagen comprensible, por una comprensión aproximada y por adivinar la naturaleza divina, constituye un ídolo de Dios y no proclama a Dios." La teología de Gregorio era, pues, apofática: proponía que Dios se definiera en términos de lo que sabemos que no es en lugar de lo que podríamos especular que es.
En consecuencia, los Nyssen enseñaban que, debido a la infinitud de Dios, un ser creado nunca puede alcanzar una comprensión de Dios, por lo que para el hombre, tanto en la vida como en la otra vida, existe una progresión constante. [ἐπέκτασις] hacia el inalcanzable conocimiento de Dios, a medida que el individuo trasciende continuamente todo lo alcanzado anteriormente. En la Vida de Moisés, Gregorio habla de tres etapas de este crecimiento espiritual: oscuridad inicial de ignorancia, luego iluminación espiritual, y finalmente una oscuridad de la mente en contemplación mística del Dios que no puede ser comprendido.

### Universalismo
Gregorio parece haber creído en la salvación universal de todos los seres humanos. Gregorio argumenta que cuando Pablo dice que Dios será "todo en todos" (1 Cor. 15:28), esto significa que aunque algunos necesiten pasar por un largo período de purificación, finalmente "ningún ser quedará fuera del número de los salvados" y que "ningún ser creado por Dios quedará fuera del Reino de Dios".  Debido a la unidad de la naturaleza humana en Cristo "todos, gracias a la unión de unos con otros, estarán unidos en comunión con el Bien, en Jesucristo Nuestro Señor".  La encarnación, muerte y resurrección de Cristo tiene como resultado "la salvación total de la naturaleza humana".
Gregorio también describió la obra de Dios de esta manera: "Su fin [de Dios] es uno, y uno solo; es éste: cuando la totalidad completa de nuestra raza haya sido perfeccionada desde el primer hombre hasta el último -algunos habiendo sido limpiados de una vez en esta vida del mal, otros habiendo sido curados después en los períodos necesarios por el Fuego, otros habiendo sido en su vida aquí inconscientes por igual del bien y del mal- ofrecer a cada uno de nosotros participación en las bendiciones que están en Él, las cuales, nos dice la Escritura, 'ojo no vio, ni oído oyó,' ni pensamiento jamás alcanzó. "Que esto es lo que Gregorio creía y enseñaba es afirmado por la mayoría de los estudiosos. Una minoría de estudiosos ha argumentado que Gregorio sólo afirmó la resurrección universal.
En la Vida de Moisés, Gregorio escribe que al igual que la oscuridad abandonó a los egipcios al cabo de tres días, tal vez la redención [ἀποκατάστασις] se extienda a los que sufren en el infierno. [γέεννα]. Es posible que esta salvación no sólo se extienda a los humanos; siguiendo a Orígenes, hay pasajes en los que parece sugerir (aunque a través de la voz de Macrina) que incluso los demonios tendrán un lugar en el "mundo de bondad" de Cristo. Las interpretaciones de Gregorio de 1 Corintios 15:28 ("Y cuando todas las cosas le sean sometidas .... ") y Filipenses 2:10 ("Que ante el nombre de Jesús se doble toda rodilla de los que están en los cielos, en la tierra y debajo de la tierra") apoyan esta interpretación de su teología.
Sin embargo, en el Gran Catecismo, Gregorio sugiere que si bien todo humano será resucitado, la salvación sólo se concederá a los bautizados, aunque también afirma que otros llevados por sus pasiones pueden salvarse tras ser purificados por el fuego.  Aunque cree que no habrá más maldad en el más allá, es discutible que esto no excluya la creencia de que Dios pueda condenar justamente a los pecadores por toda la eternidad.  Así, la principal diferencia entre la concepción de Gregorio de la ἀποκατάστασις y la de Orígenes sería que Gregorio cree que la humanidad será devuelta colectivamente a la impecabilidad, mientras que Orígenes cree que la salvación personal será universal.  Sin embargo, esta interpretación de Gregorio ha sido criticada recientemente. Después de todo, al final del capítulo XXXV del Gran Catecismo Gregorio escribe que aquellos que no han sido purificados por el agua a través del bautismo "deben necesariamente ser purificados por el fuego" para que "después de largas edades sucesivas, su naturaleza pueda ser restaurada pura de nuevo a Dios".
Intentando conciliar estas posturas dispares, el teólogo de la Ortodoxa Oriental Dr. Mario Baghos señala que "tomado al pie de la letra, el santo parece contradecirse en estos pasajes; por un lado, afirma la salvación de todos y la completa erradicación del mal y, por otro, que el fuego necesario para purgar el mal es 'insomne', es decir, eterno". La única solución a esta incoherencia es considerar cualquier alusión a la salvación universal en San Gregorio como una expresión de la intención de Dios para la humanidad, que de hecho queda atestiguada cuando su santa hermana afirma que Dios tiene "una meta ... algunos directamente incluso en esta vida purificados del mal, otros curados en lo sucesivo mediante el fuego durante el tiempo apropiado". Que podemos elegir entre aceptar o ignorar esta purificación lo confirman las numerosas exhortaciones de la santa para que emprendamos libremente el camino virtuoso. " La doctora Ilaria Ramelli ha hecho la observación de que para Gregorio el libre albedrío era compatible con la salvación universal, ya que cada persona acabaría aceptando el bien habiendo pasado por la purificación. Sin embargo, algunos interpretan a Gregorio como concediendo que Judas y pecadores similares nunca serán completamente purificados cuando escribió: "lo que nunca existió es preferible a lo que ha existido en tal pecado. Porque, en cuanto a este último, a causa de la profundidad del mal arraigado, el castigo a modo de purgación se extenderá hasta el infinito". Sin embargo, Ramelli interpreta el original griego "εἰς ἄπειρον παρατείνεται ἡ διὰ τῆς καθάρσεως κόλασις" como "el castigo previsto con fines de purificación tenderá a una duración indefinida. ".
Se necesitan fuentes adicionales para interpretar correctamente el capítulo cuestionado.

### Antropología
La antropología de Gregorio se fundamenta en la distinción ontológica entre lo creado y lo increado. El hombre es una creación material, y por tanto limitada, pero infinita en cuanto que su alma inmortal tiene una capacidad indefinida de acercarse a lo divino. Gregorio creía que el alma es creada simultáneamente a la creación del cuerpo (en oposición a Orígenes, que creía en la preexistencia), y que los embriones eran por tanto personas. Para Gregorio, el ser humano es excepcional, al ser creado a imagen de Dios. La humanidad es teomórfica tanto por tener autoconciencia como libre albedrío, este último que da a cada individuo poder existencial, pues para Gregorio, al prescindir de Dios se niega la propia existencia. En el Cantar de los Cantares, Gregorio describe metafóricamente las vidas humanas como cuadros creados por aprendices de un maestro: los aprendices (las voluntades humanas) imitan la obra de su maestro (la vida de Cristo) con bellos colores (virtudes), y así el hombre se esfuerza por ser un reflejo de Cristo.  Gregorio, en marcado contraste con la mayoría de los pensadores de su época, veía una gran belleza en la Caída: del pecado de Adán de dos humanos perfectos surgirían finalmente miríadas.

#### Esclavitud
Gregorio es la primera persona —que se conoce en la actualidad— que condenó la institución de la esclavitud, afirmando que se trata de una institución inherentemente en violación del Génesis; estableció un precedente de quince siglos, ya nadie escribió tan inequívocamente contra la esclavitud hasta el s. xix, e incluso los razonamientos abolicionistas de Gregorio son superiores a los de William Lloyd Garrison, Lydia Maria Child, y Harriet Beecher Stowe.

Si [el hombre] es a semejanza de Dios, ... ¿quién es su comprador, dime? ¿Quién es su vendedor? Sólo a Dios pertenece este poder; o mejor dicho, ni siquiera a Dios mismo. [...] Dios no reduciría, por tanto, al género humano a la esclavitud, puesto que [Dios] mismo, cuando habíamos sido esclavizados por el pecado, nos llamó espontáneamente a la libertad. Pero si Dios no esclaviza lo que es libre, ¿quién es el que pone su propio poder por encima del de Dios? 

Gregorio utilizó la definición de Platón de virtud como 'algo que no admite amo [ἀδέσποτον]' al servicio de sus propios argumentos teológicos contra la esclavitud: (1) cada humano es imagen de Dios y por tanto libre, (2) la igualdad de todos los humanos refleja la igualdad de las Personas divinas y (3) así como la naturaleza divina no puede dividirse en esclavitud (δουλεία) y dominio (δυναστεία, κυριότης), tampoco puede hacerlo la naturaleza humana; toda la creación es esclava, pero sólo de Dios. 
Aunque el estoico Séneca había criticado a los crueles amos de esclavos y aconsejaba a los amos de esclavos tratar a los esclavos con bondad (o al menos a los de buen carácter), los estoicos nunca cuestionaron la institución de la esclavitud, que se consideraba una parte ordinaria de la vida cotidiana en el mundo antiguo. La crítica de Gregorio de Nisa fue la primera y única crítica sostenida de la propia institución de la esclavitud realizada en el mundo antiguo.

### Neoplatonismo
Existen muchas similitudes entre la teología de Gregorio y la neoplatonista filosofía, especialmente la de Plotino. En concreto, comparten la idea de que la realidad de Dios es completamente inaccesible para los seres humanos y que el hombre sólo puede llegar a ver a Dios a través de un viaje espiritual en el que el conocimiento [γνῶσις] es rechazado en favor de la meditación.  Gregorio no hace referencia a ningún filósofo neoplatónico en su obra, y sólo hay un pasaje discutido que podría citar directamente a Plotino. Teniendo esto en cuenta, parece posible que Gregorio estuviera familiarizado con Plotino y quizá con otras figuras del neoplatonismo. Sin embargo, existen algunas diferencias significativas entre el neoplatonismo y el pensamiento de Gregorio, como la afirmación de Gregorio de que la belleza y la bondad son equivalentes, lo que contrasta con la opinión de Plotino de que son dos cualidades diferentes. Sin embargo Plotino sí dice "Y la Belleza, esta Belleza que es también el Bien" dando a entender que el Uno platonista que es el Bien es también la Belleza.
Los teólogos de la Ortodoxa Oriental suelen criticar la teoría de que Gregorio estuviera influido por el neoplatonismo. Por ejemplo, Metropolitan Hierotheos of Nafpaktos argumenta en La vida después de la muerte que Gregorio se opuso a todo esfuerzo filosófico (en contraposición a teológico) como manchado de mundanalidad. Este punto de vista es apoyado por Contra Eunomio, donde Gregorio denuncia a Eunomio por colocar los resultados de su filosofía sistemática aristotélica por encima de las enseñanzas tradicionales de la Iglesia.

## Fiesta
Las Iglesias Ortodoxia bizantina y católicas orientales conmemoran a Gregorio de Nisa el 10 de enero. El Martirologio Romano y la Iglesia episcopal conmemoran su muerte el 9 de marzo. En los calendarios católicos romanos modernos que incluyen la fiesta de San Gregorio, como los benedictinos, su fiesta se celebra el 10 de enero. La Iglesia luterana Sínodo de Misuri conmemora a san Gregorio junto con los demás Padres Capadocios el 10 de enero.
Gregorio es recordado, con Macrina, en la Iglesia de Inglaterra como una festividad menor el 19 de julio.

## Legado

De virginitate

Gregorio es venerado como santo. Sin embargo, a diferencia de los demás padres capadocios, no es Doctor de la Iglesia. Se le venera sobre todo en Oriente. Sus reliquias estuvieron en el Vaticano hasta el año 2000, cuando una parte de ellas se trasladó a la Iglesia ortodoxa de Grecia de San Gregorio de Nisa,  San Diego, California.
La profesora de teología, Natalie Carnes escribió: "Una razón por la que Gregorio no fue tomado en la corriente teológica en Occidente es que fue poco traducido al latín. A Juan Escoto Eriúgena (c. 800-877) se le debe atribuir en gran medida la influencia que tuvo Gregorio. No sólo fue el propio Eriúgena influenciado por Gregorio, sino que también tradujo Sobre la formación del ser humano al latín."
La obra de Gregorio recibió poca atención académica en Occidente hasta mediados del siglo XX, y fue tratado históricamente como una figura menor en comparación con Basilio el Grande o Gregorio Nacianceno. Todavía en 1942, Hans Urs von Balthasar escribió que su obra era prácticamente desconocida. Sin embargo, la traducción latina del siglo VI del De opificio hominis de Dionisio el Exiguo fue muy difundida en la época medieval, y Francisco Bastitta Harriet sostiene que las concepciones del Niseno sobre la indeterminación de la naturaleza humana y la libertad ontológica estuvieron entre las influencias centrales sobre la antropología renacentista, en particular en las obras de Nicolás de Cusa y Giovanni Pico della Mirandola.  "El renovado entusiasmo de los filósofos y humanistas del siglo XV por la Antigüedad clásica también condujo a un renacimiento del estudio y la traducción de las obras patrísticas griegas. En este contexto, algunas de las obras de Gregorio de Nisa que habían permanecido desconocidas para Occidente durante los siglos medievales recibieron sus primeras traducciones al latín por destacados representantes de la cultura italiana y bizantina." Entre ellas se encuentran las primeras traducciones renacentistas del De vita Moysis por Jorge de Trebisonda en 1446, del De vita Macrinae y el De anima et resurrectione por Pietro Balbi entre 1465 y 1473, y del De oratione dominica por el erudito bizantino Atanasio Chalkéopoulos hacia 1465. 
En parte debido a la erudición de Balthasar y Jean Daniélou, en la década de 1950 Gregorio se había convertido en el tema de mucha investigación teológica seria, con una edición crítica de su obra publicada (Gregorii Nysseni Opera), y la fundación del Coloquio Internacional sobre Gregorio de Nisa. Esta atención ha continuado hasta nuestros días. Los estudios modernos se han centrado en la escatología de Gregorio más que en sus escritos más dogmáticos, y se ha ganado la reputación de pensador poco convencional cuyo pensamiento podría decirse que prefigura el posmodernismo. Entre las principales figuras de la investigación contemporánea se encuentran Sarah Coakley, Juan Zizioulas y Robert Jenson.  En 2003, el teólogo David Bentley Hart publicó un libro aparentemente influido por Gregorio.

## Comentario sobre Gregorio
En el año 787 d. C., el Segundo Concilio de Nicea, séptimo Concilio ecuménico de la Iglesia, honró a Gregorio de Nisa de la siguiente manera:
Consideremos, pues, quiénes fueron los venerables doctores e indomables campeones de la Iglesia [incluyendo] a Gregorio Primado de Nisa, a quien todos han llamado el padre de los padres.

Henry Fairfield Osborn escribió en su obra sobre la historia del pensamiento evolucionista, De los griegos a Darwin (1894):

Entre los Padres Cristianos el movimiento hacia una interpretación parcialmente naturalista del orden de la Creación fue hecho por Gregorio de Nisa en el siglo IV, y fue completado por San Augustín en los siglos IV y V. ...[Gregorio] enseñó que la Creación era potencial. Dios impartió a la materia sus propiedades y leyes fundamentales. Los objetos y formas completas del Universo se desarrollaron gradualmente a partir de material caótico.

Anthony Meredith escribe sobre los escritos místicos y apofáticos de Gregorio en su libro Gregorio de Nisa (The Early Church Fathers) (1999): 

Gregorio ha sido a menudo acreditado con el descubrimiento de la teología mística, o más bien con la percepción de que la oscuridad es un símbolo apropiado bajo el cual Dios puede ser discutido. Hay mucho de cierto en esto....Gregorio parece haber sido el primer escritor cristiano que ha hecho este importante punto.

J. Kameron Carter escribe sobre la postura de Gregorio sobre la esclavitud, en el libro Race a Theological Account(2008):
Lo que me interesa son los rasgos definitorios de la visión de Gregory de la sociedad justa: su postura inequívoca contra 'la peculiar institución de la esclavitud' y su llamamiento a la manumisión de todos los esclavos. Me interesa leer a Gregorio como un intelectual abolicionista del siglo IV....Su visión superaba no sólo la postura más moderada (pero para ser justos con Pablo, en su momento, revolucionaria) de San Pablo sobre el tema, sino también las de todos los intelectuales antiguos -paganos, judíos y cristianos- desde Aristóteles a Cicerón y desde Agustín en el Occidente cristiano hasta su contemporáneo, el mismísimo predicador de la boca dorada, Juan Crisóstomo en Oriente. De hecho, el mundo tendría que esperar otros quince siglos -hasta el siglo XIX, ya avanzado el movimiento abolicionista moderno- para que volviera a aparecer una postura tan inequívoca contra la esclavitud.

El teólogo católico y autor Hans Urs von Balthasar, describe a Gregorio en su libro Presencia y pensamiento: Ensayo sobre la filosofía religiosa de Gregorio de Nisa (1988):
Menos prolífico que Orígenes, menos culto que Gregorio Nacianceno, menos práctico que Basilio, Gregorio de Nisa, sin embargo, los supera a todos en la profundidad de su pensamiento. 

## Obras

### Tratados dogmáticos
- Contra Eunomio[112]
- Contra los apolinaristas
- Contra Apolinar
- Discurso sobre el Espíritu Santo
- Gran discurso catequético

### Obras de exégesis
- Sobre la formación del hombre
- Apología para el Hexamerón
- Vida de Moisés
- Homilías sobre el Cantar de los Cantares
- Sobre el Padrenuestro
- Sobre los títulos de los Salmos

### Obras ascéticas
- Sobre la virginidad
- La institución cristiana
- Vida de Macrina
- Sobre la perfección
- Sobre la profesión del cristianismo
- Sermones litúrgicos

#### Datos bibliográficos
Las obras completas de Gregorio de Nisa se publican en griego original con comentarios en latín bajo el título Gregorii Nysseni Opera. Los datos de cada publicación se citan a continuación:
- Vol. 1 - Werner Jaeger, ed. (2002). Contra Eunomium libri I et II. Brill. ISBN 978-90-04-03007-7.
- Vol. 2 - Werner Jaeger, ed. (2002). Contra Eunomium liber III. Brill. ISBN 978-90-04-03934-6.
- Vol. 3/1 - Friedrich Müller, ed. (1958). Opera dogmatica minora, pars I. Brill. ISBN 978-90-04-04788-4.
- Vol. 3/2 - K. Kenneth Downing; Jacobus A. McDonough; S.J. Hadwiga Hörner, eds. (1987). Opera dogmatica minora, pars II. Brill. ISBN 978-90-04-07003-5.
- Vol. 3/3 - Opera dogmatica minora, pars III - De Anima Et Resurrectione, 2014 Publisher=Brill ISBN 978-90-04-12242-0 Editor: Andreas Spira
- Vol. 3/4 - Ekkehard Mühlenberg, ed. (1996). Opera dogmatica minora, pars IV. Brill. ISBN 978-90-04-10348-1.
- Vol. 3/5 - Ekkehard Mühlenberg, ed. (2008). Opera dogmatica minora, pars V. Brill. ISBN 978-90-04-13314-3.
- Vol. 4/1 - Hubertus R. Drobner, ed. (2009). Opera exegetica In Genesim, pars I. Brill. ISBN 978-90-04-13315-0.
- Vol. 4/2 - Opera exegetica In Genesim, pars II - currently unavailable.
- Vol. 5 - J. McDonough; P. Alexander, eds. (1986). In Inscriptiones Psalmorum: In Sextum Psalmum: In Ecclesiasten Homiliae. Brill. ISBN 978-90-04-08186-4.
- Vol. 6 - H. Langerbeck, ed. (1986). In Canticum Canticorum. Brill. ISBN 978-90-04-08187-1.
- Vol. 7/1 - John F. Callahan, ed. (2009). Opera exegetica In Exodum et Novum Testamentum, pars 1. Brill. ISBN 978-90-04-00747-5.
- Vol. 7/2 - John F. Callahan, ed. (1992). Opera exegetica In Exodum et Novum Testamentum, pars 2. Brill. ISBN 978-90-04-09598-4.
- Vol. 8/1 - Werner Jaeger; J.P. Cavarnos; V.W. Callahan, eds. (1986). Opera ascetica et Epistulae, pars 1. Brill. ISBN 978-90-04-08188-8.
- Vol. 8/2 - Giorgio Pasquali, ed. (2002). Opera ascetica et Epistulae, pars 2. Brill. ISBN 978-90-04-11182-0.
- Vol. 9 - G. Heil; A. van Heck; E. Gebhardt et al., eds. (1992). Sermones, pars 1. Brill. ISBN 978-90-04-00750-5.
- Vol. 10/1 - G. Heil; J. P. Cavarnos; O. Lendle, eds. (1990). Sermones, pars 2. Brill. ISBN 978-90-04-08123-9.
- Vol. 10/2 - Ernestus Rhein; Friedhelm Mann; Dörte Teske et al., eds. (1996). Sermones, pars 3. Brill. ISBN 978-90-04-10442-6.

Las siguientes son ediciones de traducciones al inglés de los escritos de Gregorio:
- Gregorio de Nisa, "Homilías sobre el Eclesiastés: An English Version with Supporting Studies. Proceedings of the Seventh International Colloquium on Gregory of Nyssa (St Andrews, 5-10 de septiembre de 1990). Link.
- Gregorio de Nisa, Vida de Macrina, limovia.net, Londres, 2012. ISBN 978-1-78336-017-8

## Veneración
- Es venerado en la Iglesia católica, la Iglesia ortodoxa, y la Iglesia Luterana (ver el Calendario de Santos Luterano).